# Herbert Grabes
Herbert Grabes (* 8. Juni 1936 in Krefeld; † 5. Dezember 2015 in Gießen) war ein deutscher Anglist, Amerikanist und Hochschullehrer.

## Leben und Wirken
Herbert Grabes studierte von 1956 bis 1962 Philosophie, Anglistik und Germanistik an der Universität Köln, unterbrochen 1959/60 von einer Lehrtätigkeit für deutsche Sprache an der University of Detroit. Die beiden Staatsexamen für den höheren Schuldienst legte er 1962 bzw. 1966 ab. 1962 promovierte er im Fach Philosophie an der Universität Köln und arbeitete dort als wissenschaftlicher Assistent bis 1965. Studienreferendar war er im Jahre 1965. Von 1966 bis 1969 war Grabes als wissenschaftlicher Assistent an der Universität Mannheim tätig. Dort habilitierte er sich 1969 für das Fach Englische Philologie. Von 1970 bis zu seiner Emeritierung 2004 hatte er einen Lehrstuhl an der Universität Gießen inne. In der Amtszeit von 1979 bis 1981 war er Vizepräsident dieser Universität. Gastprofessuren führten ihn an die University of Wisconsin, Milwaukee (1981), die University of Wisconsin-Madison (1987 und 1995) und die Simon Fraser University, Vancouver (1990). Mehrfach amtierte Grabes als Dekan des Fachbereichs Anglistik.
In seinen zahlreichen Veröffentlichungen beschäftigte sich Grabes mit der ganzen Breite der neueren englischsprachigen Literaturgeschichte, insbesondere mit dem amerikanischen Drama.
Die University of Wisconsin, Milwaukee verlieh ihm 2001 die Ehrendoktorwürde.

## Veröffentlichungen (Auswahl)
- Der Begriff des a priori in Nicolai Hartmanns Erkenntnismetaphysik und Ontologie. Wasmund, Köln 1962 (= Dissertation Universität Köln).
- (Hrsg.): Elizabethan sonnet sequences (= English texts. Bd. 3). Niemeyer, Tübingen 1970, ISBN 3-484-44002-3.
- Speculum, mirror and looking-glass. Kontinuität und Originalität der Spiegelmetapher in den Buchtiteln des Mittelalters und der englischen Literatur des 13. bis 17. Jahrhunderts (= Buchreihe der Anglia. Bd. 16). Niemeyer, Tübingen 1973, ISBN 3-484-42018-9 (= Habilitationsschrift Universität Mannheim).
- Erfundene Biographien. Vladimir Nabokovs englische Romane. Niemeyer, Tübingen 1975, ISBN 3-484-40040-4.
- (Hrsg.): Das amerikanische Drama der Gegenwart. Athenäum-Verlag, Kronberg 1976, ISBN 3-7610-2099-2.
- (Hrsg.): Text - Leser - Bedeutung. Untersuchungen zur Interaktion von Text und Leser. Hoffmann, Grossen-Linden 1977.
- (Hrsg.): Literatur in Film und Fernsehen (= Monographien Literaturwissenschaft. Bd. 48). Scriptor-Verlag, Königstein/Ts. 1980, ISBN 3-589-20725-6.
- Das englische Pamphlet. Bd. 1: Politische und religiöse Polemik am Beginn der Neuzeit. Niemeyer, Tübingen 1990, ISBN 3-484-40117-6.
- (Hrsg.): Wissenschaft und neues Weltbild. Vorlesungen (= Gießener Diskurse. Bd. 6/7). Verlag d. Ferber'schen Uni.-buchhandlung, Gießen 1992, ISBN 3-927835-25-0.
- (Hrsg.): Aesthetics and contemporary discourse (= REAL, Bd. 10). Narr, Tübingen 1994, ISBN 3-8233-4164-2.
- (Hrsg.): Literature and philosophy (= REAL. Bd. 13). Narr, Tübingen 1997, ISBN 3-8233-4167-7.
- Das amerikanische Drama des 20. Jahrhunderts. Klett, Stuttgart 1998, ISBN 3-12-939562-8 (3. Aufl. 2007, ISBN 978-3-12-939562-2).
- (Hrsg.): Innovation and continuity in English studies (= Bamberger Beiträge zur englischen Sprachwissenschaft. Bd. 44). Lang, Frankfurt am Main 2001, ISBN 3-631-38372-X.
- (Hrsg.): Writing the early modern English nation. The transformation of national identity in sixteenth- and seventeenth-century England. Rodopi, Amsterdam 2001, ISBN 90-420-1525-X.
- (Hrsg.): Literary history/cultural history. Force-fields and tensions (= REAL. Bd. 17). Narr, Tübingen 2001, ISBN 3-8233-4171-5.
- Einführung in die Literatur und Kunst der Moderne und Postmoderne. Die Ästhetik des Fremden (= UTB. Bd. 2611). Francke, Tübingen 2004, ISBN 3-7720-3361-X.
- (Hrsg.): Literature, literary history, and cultural memory (= REAL. Bd. 21). Narr, Tübingen 2005, ISBN 3-8233-4175-8.
- (Hrsg.): The wider scope of English (= Bamberger Beiträge zur englischen Sprachwissenschaft. Bd. 51). Lang, Frankfurt am Main 2006, ISBN 3-631-55509-1.
- (Hrsg.): Metaphores shaping culture and theory (= REAL. Bd. 25). Narr, Tübingen 2009, ISBN 978-3-8233-4180-2.
- (Hrsg.): Das neuere amerikanische Drama. Autoren, Entwicklungen, Interpretationen (= WVT-Handbücher zum literaturwissenschaftlichen Studium. Bd. 12). Wiss. Verlag Trier, Trier 2009, ISBN 978-3-86821-079-8.